# Circonscription de Yobido
La circonscription de Yobido est une des 177 circonscriptions législatives de l'État fédéré Oromia, elle se situe dans la Zone Ouest Wellega. Sa représentante actuelle est Abonesh Mosisa Irana.